# Championnat du Swaziland de football 2015-2016
Navigation
Édition précédente Édition suivante
La saison 2015-2016 du Championnat du Swaziland de football est la quarantième édition de la Premier League, le championnat national de première division au Swaziland. Les douze équipes engagées sont regroupées au sein d'une poule unique où elles affrontent deux fois leurs adversaires, à domicile et à l'extérieur. En fin de saison, les deux derniers du classement sont relégués et remplacés par les deux meilleures équipes de deuxième division.
C'est le club de Royal Leopards FC, double tenant du titre, qui remporte à nouveau la compétition cette saison après avoir terminé en tête du classement final, avec un seul point d'avance sur Mbabane Highlanders et quatre sur Young Buffaloes FC. C'est le sixième titre de champion du Swaziland de l'histoire du club.

## Participants
- Masibini Red Lions FC
- Midas Mbabane City FC - Promu de D2
- Manzini Sundowns
- Manzini Wanderers
- Young Buffaloes FC
- Manzini Sea Birds FC
- Bad Boys Fairview FC - Promu de D2
- Mbabane Highlanders
- Mbabane Swallows
- Malanti Chiefs FC
- Green Mamba
- Royal Leopards FC

## Compétition

### Classement
Le classement est établi sur le barème de points suivant : victoire à 3 points, match nul à 1, défaite à 0.
| Rang | Équipe                 | Pts | J  | G  | N | P  | Bp | Bc | Diff |
| ---- | ---------------------- | --- | -- | -- | - | -- | -- | -- | ---- |
| 1    | Royal Leopards FCT     | 46  | 22 | 13 | 7 | 2  | 34 | 17 | +17  |
| 2    | Mbabane Highlanders    | 45  | 22 | 14 | 3 | 5  | 34 | 19 | +15  |
| 3    | Young Buffaloes FC     | 42  | 22 | 12 | 6 | 4  | 35 | 16 | +19  |
| 4    | Mbabane SwallowsC      | 37  | 22 | 10 | 7 | 5  | 48 | 22 | +26  |
| 5    | Midas Mbabane City FCP | 34  | 22 | 10 | 4 | 8  | 23 | 21 | +2   |
| 6    | Green Mamba            | 30  | 22 | 7  | 9 | 6  | 35 | 26 | +9   |
| 7    | Manzini Wanderers      | 25  | 22 | 6  | 7 | 9  | 21 | 32 | -11  |
| 8    | Manzini Sundowns       | 24  | 22 | 6  | 6 | 10 | 18 | 23 | -5   |
| 9    | Masibini Red Lions FC  | 24  | 22 | 6  | 6 | 10 | 19 | 37 | -18  |
| 10   | Manzini Sea Birds FC   | 21  | 22 | 5  | 6 | 11 | 22 | 38 | -16  |
| 11   | Bad Boys Fairview FCP  | 19  | 22 | 4  | 7 | 11 | 21 | 36 | -15  |
| 12   | Malanti Chiefs FC      | 12  | 22 | 2  | 6 | 14 | 17 | 40 | -23  |

|  | Qualification pour la Ligue des champions de la CAF 2017                                  |
|  | Qualification pour la Coupe de la confédération 2017                                      |
|  | Relégation directe en deuxième division                                                   |
|  | T : Tenant du titre C : Vainqueur de la Coupe du Swaziland P : Promu de deuxième division |

## Bilan de la saison
| Championnat du Swaziland de football 2015-2016 |                              |
| Champion                                       | Royal Leopards FC (6e titre) |
| Coupes et trophées                             |                              |
| Vainqueur de la Coupe du Swaziland 2015-2016   | Mbabane Swallows             |
| Qualifications continentales                   |                              |
| Ligue des champions de la CAF 2017             | Royal Leopards FC            |
| Coupe de la confédération 2017                 | Mbabane Swallows             |
| Promotions et relégations                      |                              |
| Promus en Premier League                       | Moneni Pirates               |
| Promus en Premier League                       | Tambuti FC                   |
| Relégués en First Division League              | Bad Boys Fairview FC         |
| Relégués en First Division League              | Malanti Chiefs FC            |